# Panic Cord
Panic Cord — песня британской певицы и автора исполнителя Габриэль Аплин. Была выпущена в качестве третьего сингла альбома English Rain (2013). Первоначально песня была в Великобритании выпущена на цифровом мини-альбоме 5 мая 2013 года. Также эта песня вошла во второй мини-альбом Never Fade.
Сингл достиг 19 места в UK Singles Chart.

## Музыкальное видео
Музыкальное видео на песню было снято режиссёром Кингой Бурзой. Оно было выложено на YouTube 10 марта 2013 года в общей протяженностью три минуты и двадцать семь секунд.

## Список композиций
| №  | Название                                               | Длительность |
| -- | ------------------------------------------------------ | ------------ |
| 1. | «Panic Cord»                                           | 3:27         |
| 2. | «Dreams» ((совместно с Bastille))                      | 4:20         |
| 3. | «Panic Cord» (Hucci Remix)                             | 4:50         |
| 4. | «Please Don't Say You Love Me» (Cyril Hahn Remix Edit) | 3:53         |

| №  | Название                   | Длительность |
| -- | -------------------------- | ------------ |
| 1. | «Panic Cord»               | 3:27         |
| 2. | «Panic Cord» (Hucci Remix) | 4:50         |

## Чарты
| Чарт (2013)                                | Высшая позиция |
| ------------------------------------------ | -------------- |
| Бельгия/Фландрия (Ultratip Bubbling Under) | 10             |
| Ирландия (IRMA)                            | 77             |
| Japan (Japan Hot 100)                      | 10             |
| Шотландия (OCC Scotland)                   | 19             |
| Великобритания (OCC UK Singles)            | 19             |

## История релиза
| Страна         | Дата       | Формат               | Лейбл      |
| -------------- | ---------- | -------------------- | ---------- |
| Великобритания | 5 мая 2013 | Цифровая дистрибуция | Parlophone |